# Schloss Uherčice

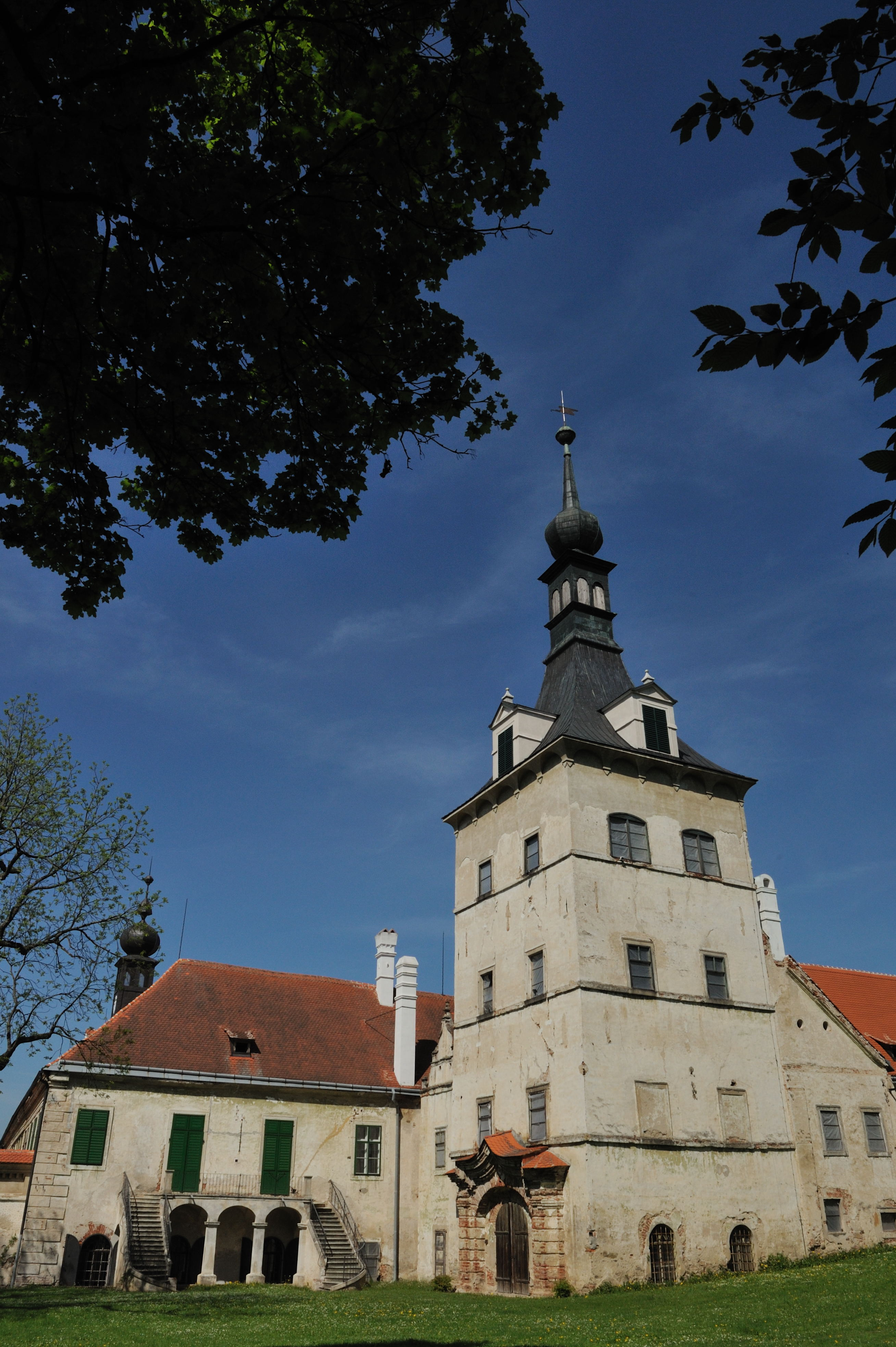
Ansicht von Osten

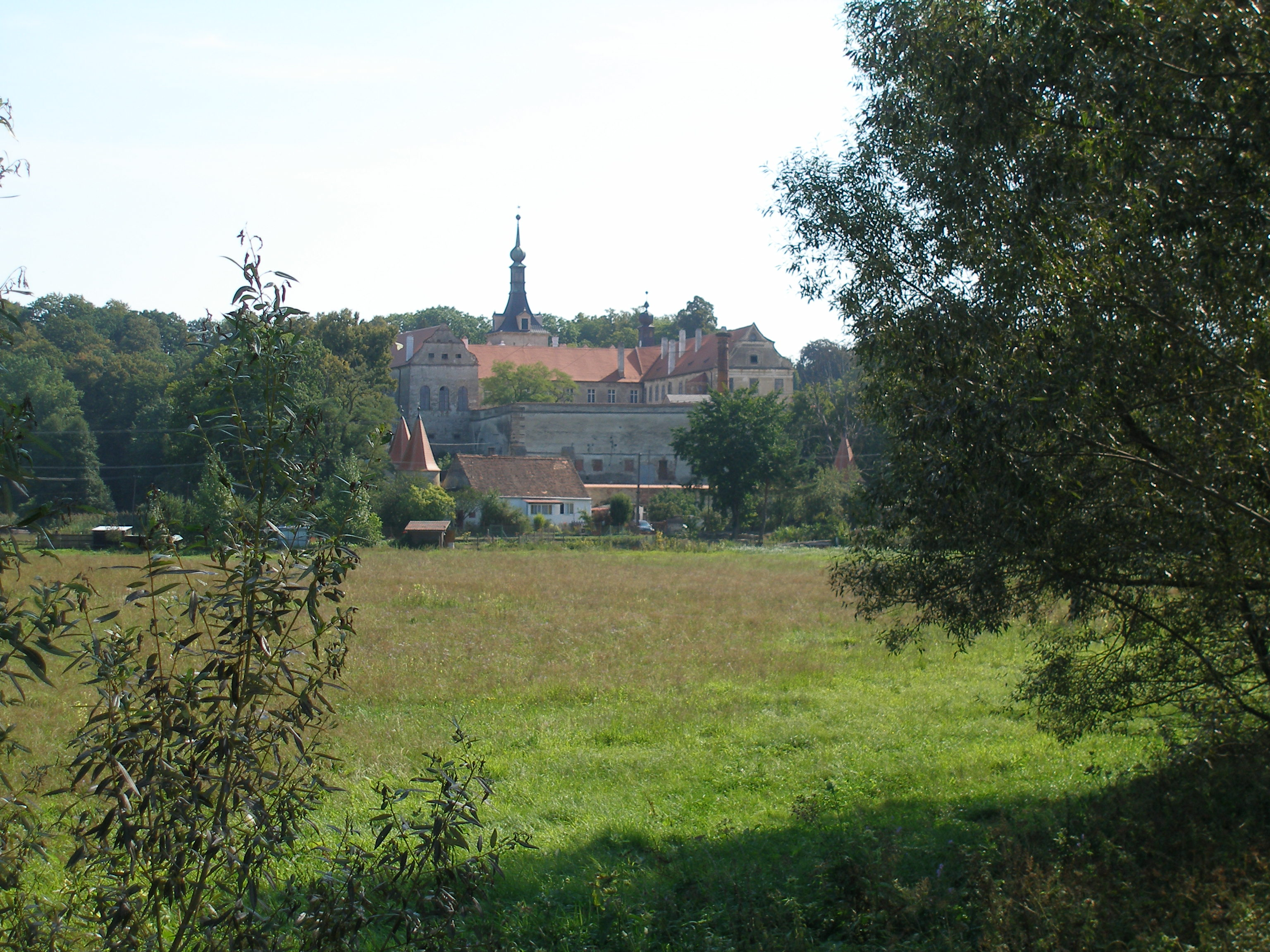
Schloss Uherčice

Das Schloss Uherčice (deutsch Ungarschitz) liegt im Ort Uherčice u Znojma im Okres Znojmo in Südmähren (Tschechien).

## Geschichte
Leopold Kraiger von Kraigk ließ um 1493 eine spätgotische Feste errichten, deren quadratischer Grundriss noch im östlichen Teil des Schlosses, dem sogenannten „alten Schloss“,  ersichtlich ist. Leopolds Neffe Wenzel Kraiger von Kraigk († 1566) baute, inspiriert durch seine Erlebnisse während einer Reise nach Italien, die Ungarschitzer Feste zu einem Renaissance-Schloss um. Bereits 1562 erwarb Wolf Streun von Schwarzenau das Schloss, das er zu einem repräsentativen Domizil erweitern ließ.
Das Renaissanceschloss wurde 1945 mittels der Beneš-Dekrete enteignet und danach als Kaserne und Frauengefängnis genutzt. In den Jahren nach 2000 befand sich die Bausubstanz in einem kritischen Zustand, ab 2005 fanden Renovierungsarbeiten statt, wobei die Schlossbaustelle von April bis Oktober zugänglich war.

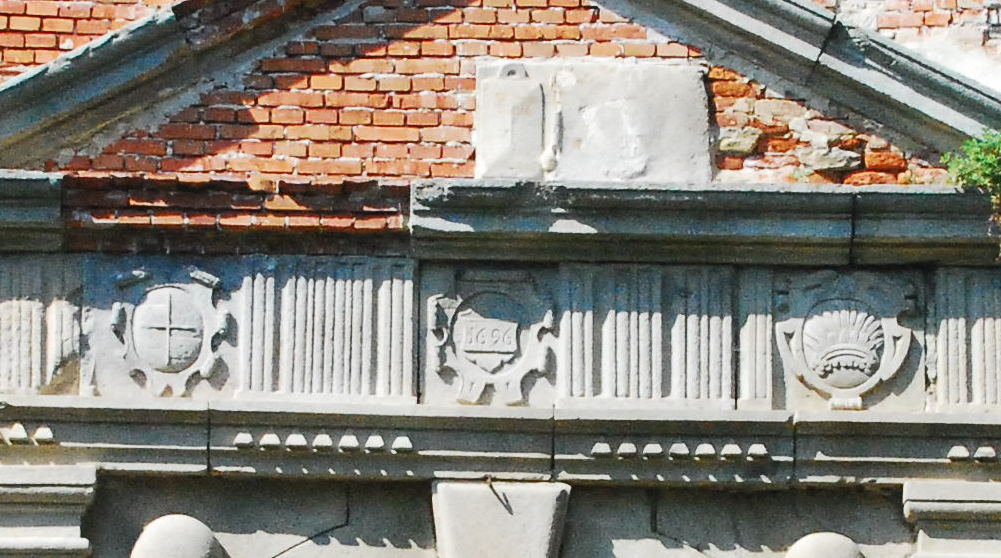
Über dem Tor befand sich ein Turm, der eingestürzt ist
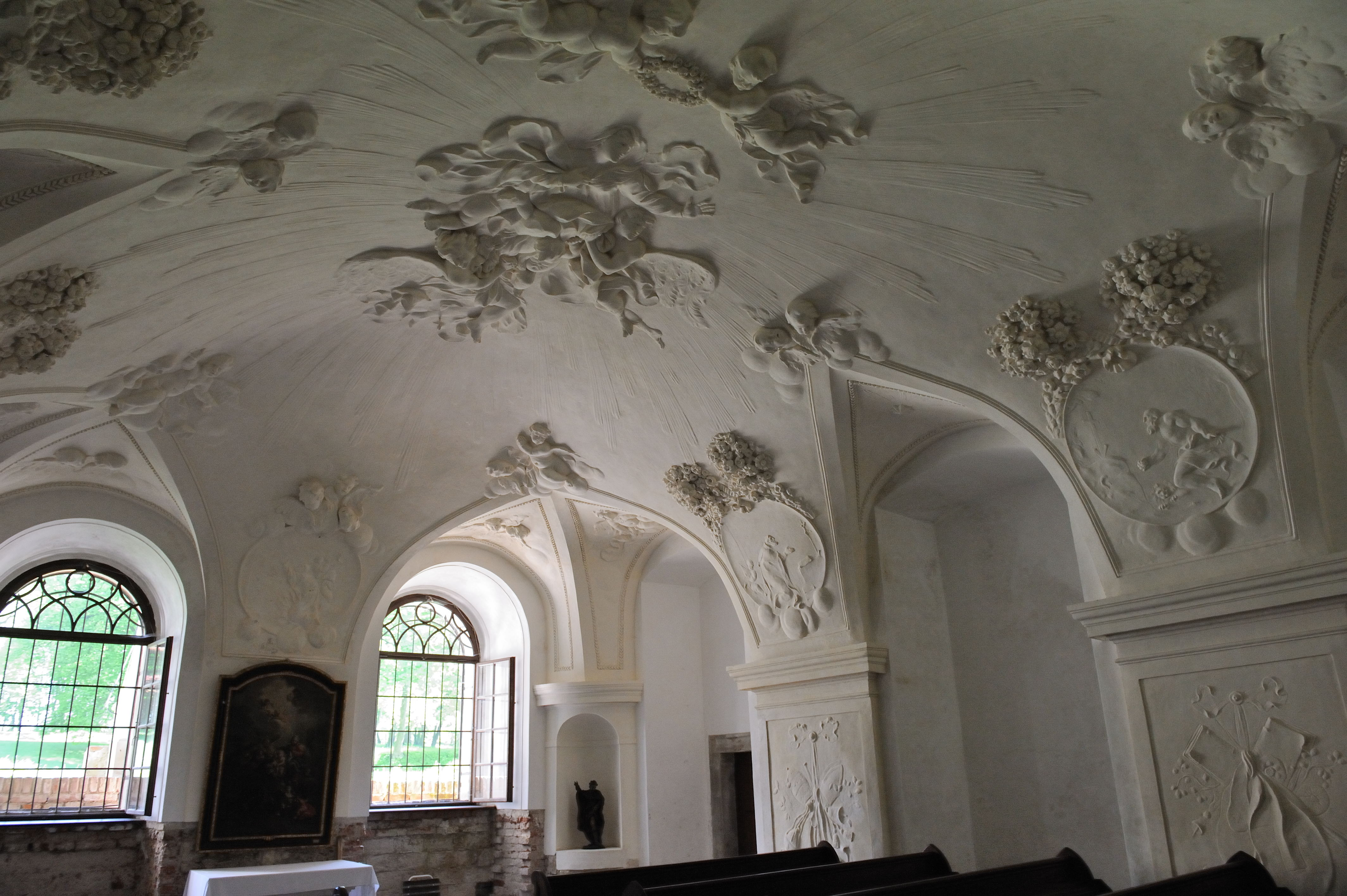
Kapelle: Stuckverzierung von Baldassare Fontana
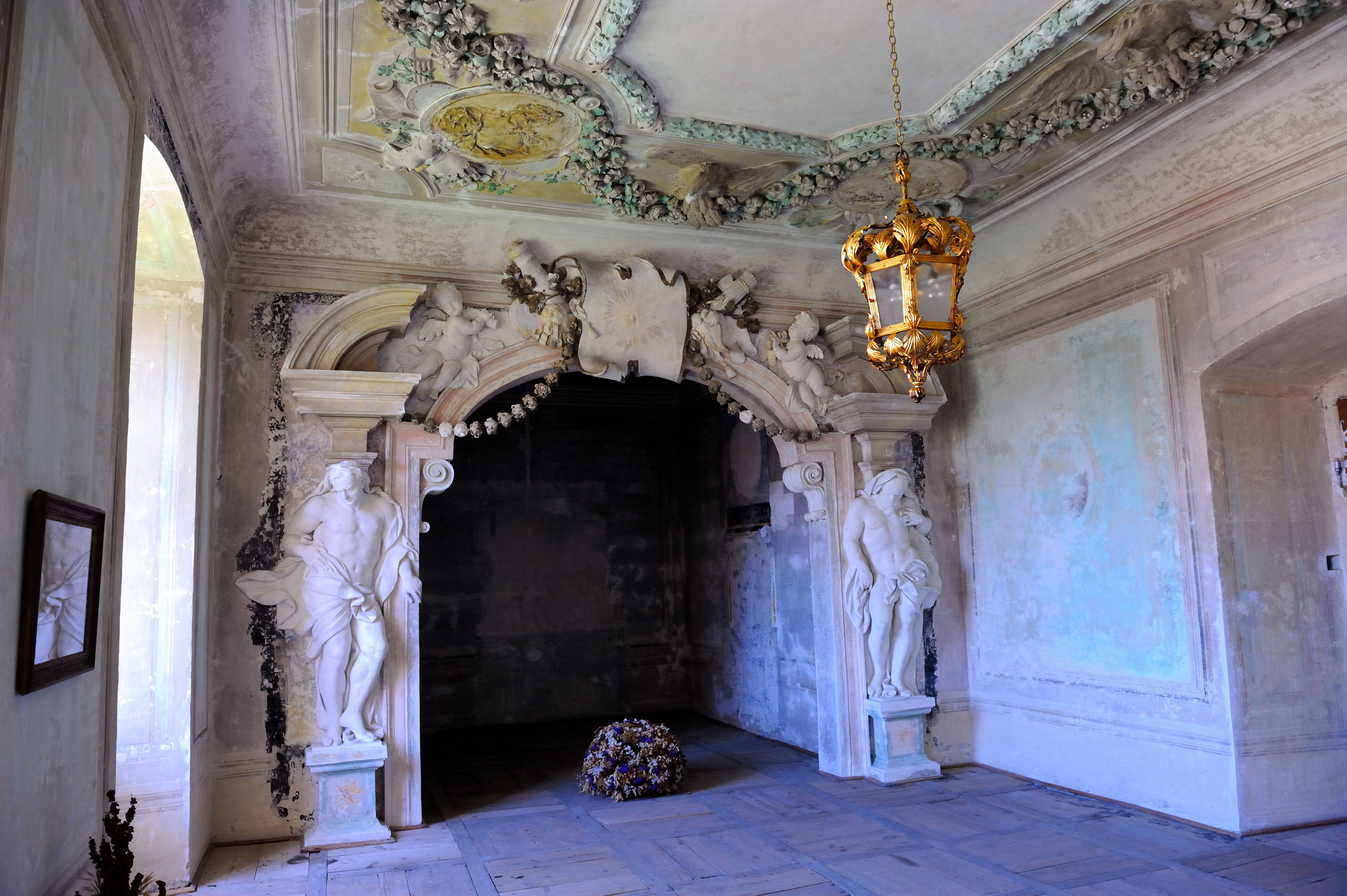
Stuckdekoration im Schloss Uherčice von Baldassare Fontana